# Zamach stanu w Brazylii (1964)
Zamach stanu w Brazylii w 1964 roku – przewrót zbrojny, do którego doszło w dniach 31 marca – 1 kwietnia 1964 roku i w wyniku którego pozbawiono władzy prezydenta João Goularta, a na czele państwa stanęło wojsko.
Przyczynami zamachu były stale pogarszająca się sytuacja ekonomiczna państwa (m.in. wysoka inflacja), zacofanie technologiczne, korupcja, szereg niepopularnych reform (nacjonalizacja przemysłu naftowego, reforma rolna), silna opozycja w kręgach Kościoła katolickiego i sił zbrojnych, a przede wszystkim obawa zamachowców przed wprowadzeniem ustroju komunistycznego, do którego ich zdaniem miała prowadzić polityka Goularta.
Tymczasowym prezydentem kraju został Pascoal Ranieri Mazzilli, którego zaprzysiężono 2 kwietnia i który 15 kwietnia oddał władzę w ręce Humberto de Alencar Castelo Branco. João Goulart zbiegł 4 kwietnia do Urugwaju.
System rządów wojskowych miał być przejściowy jednak szybko zmienił się w dyktaturę. Reżim szeroko stosował represje polityczne względem swoich przeciwników, w tym artystów i dziennikarzy. W opozycji przeciw rządom wojskowym doszło do powstania zbrojnych ruchów partyzanckich. Rząd Brazylii zobowiązał się w ramach operacji Kondor wyeliminować także opozycję na emigracji. W 1967 roku w regionie Goiás rozpoczęła się regularna rebelia zorganizowana przez maoistowską KPB. Trwała ona do 1972 roku. W większych miastach z kolei działalność rozpoczęły miejskie guerille w tym m.in. Armia Wyzwolenia Narodowego. Pomimo brutalności i metod zbliżonych do totalitaryzmu, system na początku lat 70. zdobył poparcie sporego grona Brazylijczyków ze względu na ówczesny boom gospodarczy. W 1973 r. Brazylia osiągnęła najwyższą na świecie stopę wzrostu dochodu narodowego w ciągu roku, który wyniósł 14%. W 1980 r. nadmiernie rozdmuchana gospodarka przeżyła załamanie, w wyniku którego stała się najbardziej zadłużonym krajem świata. Lata dyktatorskiej władzy skutecznie zniechęciły społeczeństwo. Mimo rozbicia wojsk partyzanckich, rząd kontynuował politykę represji (która wcześniej była argumentowana walką z rebelią).
W obliczu narastającego kryzysu społecznego i serii porażek gospodarczych rządu generał Ernesto Geisel zgodził się na pewną liberalizację życia publicznego, w 1979 roku wprowadził on ustawę o amnestii która zapoczątkowała mozolny powrót do demokracji w okresie dekady lat 80. Dyktatura wojskowa rządziła Brazylią do 1985 roku, gdy prezydentem został Tancredo Neves, a w wyniku jego choroby i śmierci przed objęciem urzędu – José Sarney. W 1988 roku przyjęto nową konstytucję, która zlikwidowała pozostałości poprzedniego systemu.